# Maigret und der verstorbene Monsieur Gallet
Maigret und der verstorbene Monsieur Gallet (französisch: Monsieur Gallet, décédé) ist ein Kriminalroman des belgischen Schriftstellers Georges Simenon. Er entstand im Sommer 1930 in Morsang-sur-Seine und erschien im Februar des Folgejahres im Verlag Fayard gemeinsam mit Maigret und der Gehängte von Saint-Pholien. Die beiden Romane bildeten den Auftakt der 75 Romane und 28 Erzählungen umfassenden Reihe um den Kriminalkommissar Maigret. Die erste deutsche Übersetzung Maigret und der tote Herr Gallet von Hansjürgen Wille und Barbara Klau brachte 1961 Kiepenheuer & Witsch heraus. Im Jahr 1981 veröffentlichte der Diogenes Verlag eine Neuübersetzung von Roswitha Plancherel unter dem Titel Maigret und der verstorbene Monsieur Gallet.
Wegen der Ermordung eines kleinen Handlungsreisenden wird der Pariser Kommissar Maigret in die Provinz gerufen. Alles im Leben des verstorbenen Monsieur Gallet, von seinem Äußeren über die Einrichtung seiner Villa bis zur unsympathischen Familie, strahlt für Maigret völlige Durchschnittlichkeit aus. Und im heißen französischen Sommer vermag er nur wenig Interesse für die Ermittlung aufzubringen. Dazu kommt, dass so gar nichts im Fall und im Leben des Toten zueinander zu passen scheint.

## Inhalt

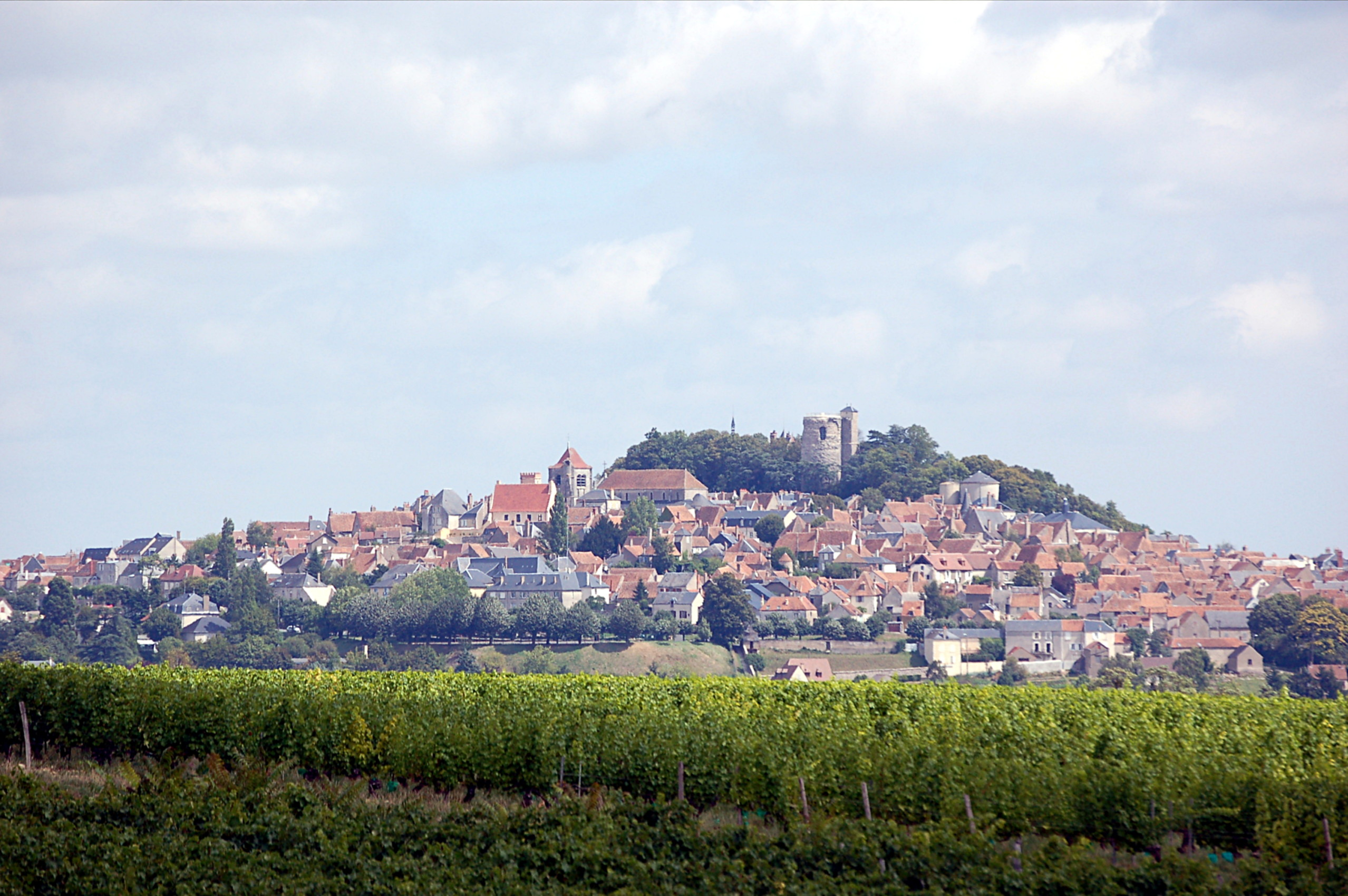
Blick auf Sancerre vom Süden

Am 27. Juni 1930, Maigret ist 45 Jahre alt, wird der Kommissar in die kleine Ortschaft Sancerre gerufen, um einen Mord aufzuklären. Der Tote ist der Handlungsreisende Émile Gallet, auf den durch das offene Fensters seines Zimmers im Hôtel de la Loire geschossen wurde. Anschließend wurde ihm ein Messer ins Herz gestoßen, das der Tote in der eigenen Hand hielt, scheinbar um sich gegen den Täter zu verteidigen. Von Anfang an passen die Fakten des Falles nicht recht zusammen: Der Tote ist in Sancerre, wo er öfter abgestiegen ist, nicht unter dem Namen Gallet, sondern als Monsieur Clément bekannt. Obwohl seine Frau in ihrer Villa in Saint-Fargeau eine regelmäßige Korrespondenz mit der Firma Niel & Co. vorweisen kann, für die Gallet als Generalvertreter versilberte Geschenkartikel in der Normandie vertrieb, schied er nach Angaben der Firma bereits vor 18 Jahren aus dem Unternehmen aus. Und noch nach dem Tod des Vertreters erhält Gallets Frau handgeschriebene Ansichtskarten ihres Mannes aus Rouen.
Maigret ermittelt bald, dass Gallet seinen Lebensunterhalt in Wirklichkeit als Betrüger verdiente. In großem Stile machte er sich an Anhänger der Royalisten heran und nötigte sie zu Spenden, die er in die eigene Tasche steckte. Mit solch betrügerischer Absicht hatte er anscheinend auch an seinem Todestag Tiburce de Saint-Hilaire aufgesucht, den Besitzer eines nahen Schlosses. Zeugen wollen gesehen haben, wie die beiden Männer in heftigen Streit gerieten. Auch das Privatleben Gallets weist wenig Erfreuliches auf. Über seine Vergangenheit ist kaum etwas bekannt, die dünkelhafte Familie seiner Frau akzeptierte ihn nie als standesgemäß, seine hartherzige Frau Aurore und der unangenehme Sohn Henri hielten ihn für einen Versager ohne Ehrgeiz. Dennoch schloss der schwer leberkranke Gallet eine Lebensversicherung über 300.000 Francs ab, um im Falle seines Todes die Hinterbliebenen abzusichern. Zu allem Überfluss wurde er auch noch von einem ominösen Monsieur Jacob mit dem Wissen über seine Betrügereien erpresst. Moers, ein von Maigret herbeigerufener Spezialist vom Pariser Erkennungsdienst, hat dagegen Glück im Unglück: Als er einen verbrannten Erpresserbrief im Hotelzimmer Gallets wieder zusammenpuzzlet, wird auch auf ihn durch das offene Fenster geschossen, doch er verliert nur ein Stück seines Ohrs.
Die Aussage eines alten Indochinaveterans, der Maigret zuerst ausgesprochen lästig fällt, führt den Kommissar schließlich auf die richtige Spur. Denn sie beschreibt einen komplett anderen Gallet als das trostlose Bild, das sich Maigret vom Toten gemacht hat: ein kreuzfideler Kerl sei er gewesen, der Fußball gespielt und reihenweise Frauen in den Kolonien verführt habe. Das gezeichnete Bild scheint vielmehr auf den lebenslustigen Schlossherrn Tiburce de Saint-Hilaire zu passen, und als dieser sich durch eine unwillkürliche Handbewegung als Linkshänder verrät, kommt Maigret einem Identitätstausch auf die Spur: Jener Tiburce de Saint-Hilaire, der Maigret gegenübersteht, ist der wahre Émile Gallet, der in Indochina von einer großen Erbschaft erfuhr, die dem wahren Tiburce als letztem Spross einer verarmten Adelsfamilie bevorstand. Er machte den geldbedürftigen Adeligen ausfindig und kaufte ihm für 30.000 Francs Namen und Identität ab. Der titellose Adelige lebte sein Leben von nun an als Émile Gallet und erfuhr erst nach Jahren von der Erbschaft, um die er betrogen worden war. Seitdem tauchte er immer wieder bei dem zu Wohlstand gelangten Saint-Hilaire auf und forderte Geld. Doch als dieser zuletzt die Zahlung verweigerte, konnte Gallet die 20.000 Francs, die sein Erpresser Jacob forderte, nicht mehr auftreiben, und sah in seiner Verzweiflung keinen anderen Ausweg mehr, als sich umzubringen. Er konstruierte eine Selbstschussanlage, um den Anschein eines Selbstmordes zu vermeiden und seiner Familie wenigstens die Auszahlung der Versicherung zu hinterlassen. Doch als die Pistole nach dem ersten Schuss klemmte, musste sich der schwer verletzte Gallet mit einer gewaltigen Kraftanstrengung das eigene Messer ins Herz stoßen. Erst nach Tagen ging die Selbstschussanlage ein zweites Mal los und traf dabei ausgerechnet Moers.
Am Ende liegt kein justiziables Verbrechen vor: Der Betrug des falschen Saint-Hilaires ist längst verjährt. Hinter dem Erpresser Jacob steckte Gallets eigener Sohn Henri mit seiner Verlobten Éléonore Boursang, und es gibt kein Gesetz, das es einem Sohn verbietet, auf betrügerische Art an das Vermögen seines Vaters zu gelangen. Würde Maigret den Selbstmord Gallets publik machen, würde die Versicherung nicht zahlen, und Aurore abermals die Achtung ihrer Familie verlieren, in deren Genuss sie nur durch den plötzlichen Wohlstand nach dem Tod ihres Mannes geraten ist. So überredet der Kommissar seinen Vorgesetzten, den Fall zu den Akten zu legen. Für Maigret hat der falsche Gallet, der sein Leben lang eine Scheinexistenz führte und eine unglückliche Entscheidung nach der anderen traf, am Ende gefunden, wonach er die ganze Zeit hindurch gesucht hat: seinen Frieden.

## Hintergrund
Nachdem Simenon im Winter 1929/1930 seinen Kriminalkommissar Maigret erfunden und den ersten Roman Pietr-le-Letton geschrieben hatte, entstanden die folgenden drei Maigret-Romane Monsieur Gallet, décédé, Le Charretier de la «Providence» und Le Pendu de Saint-Pholien im Sommer 1930 in Morsang-sur-Seine, wo er mit seinem Boot vor Anker lag. Im Herbst schloss sich mit La Tête d’un homme der fünfte Maigret-Roman an. Simenons Hausverlag Fayard, in dem er bislang hauptsächlich Groschenromane unter Pseudonym verfasst hatte, stellte eine Veröffentlichung der Reihe in Aussicht, sobald Simenon zehn Romane vorab fertiggestellt hatte, um dann in rascher Folge jeden Monat ein neues Buch veröffentlichen zu können. Obwohl zu dem Zeitpunkt erst fünf Romane vorlagen, brachte Fayard im Februar 1931 schließlich die beiden ersten Romane heraus, die zur Steigerung der Wirkung im Doppelpack erschienen. Für den Auftakt der Serie wurden Monsieur Gallet, décédé und Le Pendu de Saint-Pholien ausgewählt.
Simenon, der erstmals unter seinem richtigen Namen veröffentlichte, verwendete den gesamten Werbeetat des Verlags und noch Teile seines eigenen Autorenhonorars für einen großen Ball, mit dem er sich und seine Bücher bekannt machen wollte. Der Ball im Nachtklub Boule Blanche auf dem Montparnasse stand unter dem Motto Bal Anthropométrique nach der erkennungsdienstlichen Abteilung der Pariser Kriminalpolizei. Er war mit Polizeiutensilien ausstaffiert, und auch die Gäste – zu den 400 geladenen Prominenten gesellten sich weitere 700 ungeladene Besucher – erschienen passend kostümiert. Der Ball wurde durch Presseberichte zum Tagesgespräch in ganz Frankreich und machte den Kommissar Maigret bekannt, bevor überhaupt jemand eines seiner Bücher gelesen hatte. Die Zeitschrift Le Canard enchaîné beschrieb ironisch: „Monsieur Georges Simenon möchte um jeden Preis berühmt werden. Sollte er mit seinem ‚bal anthropométrique‘ keinen Ruhm erlangen, beabsichtigt er, im Handstand um den Teich in den Tuilerien zu wandern – und dabei einen Roman zu schreiben.“
Verschiedene Details des Romans verweisen auf Simenons eigene Biografie. Pierre Assouline führt den Royalismus, auf dessen Grundlage Monsieur Gallet seine Betrügereien begeht, auf Simenons eigene Erfahrungen in seinen ersten Monaten nach der Übersiedlung nach Paris im Dezember 1922 zurück. Simenon arbeitete zu dieser Zeit als Privatsekretär des Schriftstellers Binet-Valmer, der ein Mitglied der Action française war. Bei seiner zweiten Anstellung als Privatsekretär des Aristokraten Marquis Raymond de Tracy lernte Simenon unter anderem den Schlossverwalter Pierre Tardivon kennen, der in Maigret und die Affäre Saint-Fiacre in Maigrets Vater transformiert wird. Auch in Maigret und der verstorbene Monsieur Gallet trägt eine Figur den Namen „Tardivon“: der Verwalter des Hôtel de la Loire. Schließlich hat mit Moers vom Pariser Erkennungsdienst eine Figur ihren ersten Auftritt, die Maigret durch die Reihe hindurch begleiten wird. Der Name „Moers“ verweist ebenfalls auf Personen in Simenons Umfeld: Sein Urgroßvater mütterlicherseits trug den Familiennamen Moors oder flämisch Moers, und in Brüssel war Simenon mit einem Journalisten namens Henri-J. Moers befreundet.

## Stellung in der Maigret-Reihe
Für Fenton Bresler bildeten die ersten fünf Maigret-Romane eine „homogene Einheit“, was sich unter anderem darin zeige, dass der Verlag die Veröffentlichungsreihenfolge vertauschen konnte. Von Anfang an sei der „charakteristische Simenon-Stil – konzentrierte, kraftvolle Darstellung, die auf etwas unerklärliche Weise seltsam schreckenerregend wirkt“ dagewesen, ebenso wie „die knappe stimmungsvolle Milieubeschreibung“. Bezogen auf Maigret und der verstorbene Monsieur Gallet verwies er besonders auf den nüchternen Einstieg: „Der erste Kontakt zwischen Kommissar Maigret und dem Toten, mit dem er in den nächsten Tagen auf eine so beklemmend intime Weise zusammenleben sollte, erfolgte am 27. Juni 1930 unter alltäglichen, zugleich aber unangenehmen und unvergesslichen Umständen.“
In Maigrets Memoiren griff Simenon in einem fiktiven Dialog zwischen Autor und Protagonist die Frage auf, warum der Pariser Kommissar in Maigret und der verstorbene Monsieur Gallet jenseits seiner Kompetenzen im Landesinneren ermittelt. Als nachträgliche Erklärung bot er an, dass Maigret vorübergehend nicht für den Quai des Orfèvres tätig gewesen sei, sondern für die direkt dem Innenminister unterstellte Sûreté nationale. Ein Schriftsteller müsse solcherart Vereinfachungen für seine Leser vornehmen, um sie nicht mit „amtlichen Finessen“ zu verwirren.

## Interpretation
In Maigret und der verstorbene Monsieur Gallet gibt Maigret eine charakteristische Definition seiner Vorgehensweise, die er auch in seinen späteren Fällen beibehalten wird: „Ich werde den Mörder kennen, wenn ich das Opfer kenne.“ Dennoch ist laut Josef Quack auffällig, dass in den ersten Bänden noch eine Skepsis gegenüber jener intuitiven Vorgehensweise besteht, die spätestens mit Maigret und der geheimnisvolle Kapitän zu Maigrets Markenzeichen wird. So heißt es in Maigret und der verstorbene Monsieur Gallet explizit: „Der Kommissar war fünfundvierzig und hatte sein halbes Leben in den verschiedensten Polizeiabteilungen verbracht: beim Sittendezernat, beim Streifendienst, bei der Fremdenpolizei, bei der Bahnpolizei, beim Spielüberwachungsdienst. Lange genug, um jede mystische Anwandlung im Keim zu ersticken und den Glauben an Intuition zu verlieren.“ Bei der Auflösung des Falles spielen dann auch polizeiliche Ermittlungstechniken, von der akribischen Spurensicherung Moers’ bis zur Puppe, an der der Tatablauf nachgestellt wird, eine große Rolle, wenngleich zur kriminalistischen Ermittlungsarbeit am Ende auch Maigrets Menschenkenntnis tritt.
Laut Dominique Meyer-Bolzinger entfaltet sich die Ermittlung „wie eine Galerie von divergierenden Porträts, denen Maigret eine Kohärenz geben muss“. Gavin Lambert betont die besondere Rolle ein, die eine Fotografie des Toten spielt: Sie lässt sich für den Kommissar nicht mit den Berichten über Gallets Leben in Übereinstimmung bringen. Das durch die dünnen Lippen in zwei Hälften geteilte Gesicht des Opfers führt Maigret instinktiv auf dessen doppelte Identität. Am Ende münde der Kriminalroman in eine ironische soziale Fabel: Während der ursprüngliche Aristokrat Saint-Hilaire als Gallet ein typisch mittelmäßiges Leben der Mittelklasse geführt habe, werde der wahre Gallet am Ende offiziell für tot erklärt und von jeder Schuld freigesprochen, um weiterhin seinem Aufstieg in die Aristokratie zu frönen.

## Rezeption
Die ersten Maigret-Romane waren auf Anhieb ein Verkaufserfolg. Im August 1931 wurde Simenon vom Verleger Hachette als Bestseller des Jahres ausgezeichnet. Die Kritiken sahen Maigret auf einem „ehrenwerten“ Platz unter den Ermittlern des Kriminalromans, wobei es Simenon gelinge, „einen längst konventionellen Typ zu erneuern“, denn sein Kommissar sei „mehr Mensch als Polizeibeamter“. Le Matin reihte Simenon unter die großen Autoren von Kriminalromanen ein.
Für Bill Pronzini und Marcia Muller lag Monsieur Gallet, décédé im „Maigret-Mainstream“, da das Opfer wie so viele fesselnde Figuren Simenons „mindestens zwei Identitäten“ habe. Stanley G. Eskin urteilte allerdings, Simenon sei es in Maigret und der verstorbene Monsieur Gallet „nur beschränkt gelungen, einen adäquaten Plot für die gegebene Situation auszuarbeiten“, wobei er besonders den „wenig plausiblen Selbstmord“ bemängelte. Für Tilman Spreckelsen fiel der Roman gegenüber Maigret und Pietr der Lette „ein bisschen ab, und zwar immer da, wo Simenon nicht mehr darstellt, sondern erklärt, was in den Figuren vorgeht.“ Er fragte, ob „die Zeit einfach über einen Plot wie diesen hinweggegangen“ sei, lobte allerdings die Nebenfiguren samt „der liebevoll ausgemalten Langeweile“.
Die Romanvorlage wurde dreimal verfilmt: in den Fernsehserien Quatuor mit Henri Norbert (1956), Maigret mit Rupert Davies (1960) und Les Enquêtes du commissaire Maigret mit Jean Richard (1987). Im Jahr 2003 produzierten SFB-ORB, MDR und SWR ein Hörspiel in der Bearbeitung von Susanne Feldmann und Judith Kuckart. Es sprachen unter anderem Christian Berkel und Friedhelm Ptok.

## Ausgaben
- Georges Simenon: Monsieur Gallet, décédé. Fayard, Paris 1931 (Erstausgabe).
- Georges Simenon: Maigret und der tote Herr Gallet. Übersetzung: Hansjürgen Wille, Barbara Klau. Kiepenheuer & Witsch, Köln 1961.
- Georges Simenon: Maigret und der tote Herr Gallet. Übersetzung: Hansjürgen Wille, Barbara Klau. Heyne, München 1969.
- Georges Simenon: Maigret und der verstorbene Monsieur Gallet. Übersetzung: Roswitha Plancherel. Diogenes, Zürich 1981, ISBN 3-257-20817-0.
- Georges Simenon: Maigret und der verstorbene Monsieur Gallet. Sämtliche Maigret-Romane in 75 Bänden, Band 2. Übersetzung: Roswitha Plancherel. Diogenes, Zürich 2008, ISBN 978-3-257-23802-0.